# Kosakivka, Nîjni Sirohozî
Kosakivka (în ucraineană Косаківка) este un sat în comuna Novopetrivka din raionul Nîjni Sirohozî, regiunea Herson, Ucraina.

## Demografie
Componența lingvistică a localității Kosakivka
     Ucraineană (78,08%)
     Rusă (21,92%)
Conform recensământului din 2001, majoritatea populației localității Kosakivka era vorbitoare de ucraineană (78,08%), existând în minoritate și vorbitori de rusă (21,92%).